# Fathi Kamel
Fathi Kamel Marzouq (23 maggio 1955) è un ex calciatore kuwaitiano, di ruolo attaccante.

## Carriera
Con la Nazionale kuwaitiana ha partecipato al Mondiale 1982 ed alla vincente Coppa d'Asia 1980.

## Palmarès

### Nazionale
- Coppa d'Asia: 1

Kuwait 1980

### Individuale
- Capocannoniere della  Coppa d'Asia: 1

Iran 1976 (3 reti)